# Paladin
Ein Paladin (Plural Paladine, von lateinisch palatinus) ist ein mit besonderer Würde ausgestatteter Adliger, meist ein Ritter.

## Entwicklung
Ausgangspunkt der Geschichte des Wortes Paladin ist das Palatium auf dem Mons Palatinus (Hügel Palatin). Auf diesem Hügel in Rom nahmen Kaiser Augustus und seine Nachfolger ihren Wohnsitz und hatten später dort auch ihre Regierungsgebäude. Vom Wort Palatium stammen auch die Wörter Palast und Pfalz ab. Bezogen auf den Regierungssitz bedeutet palatinus so viel wie „zum Kaiserpalast gehörig“. Als Person ist ein Palatinus, später in Konsonantenerweichung (Lenisierung) der Paladin, eine Person, die dem Kaiser besonders nahesteht. In vielen Sprachen lautet der Begriff sehr ähnlich, etwa im Spanischen paladín und im Englischen paladin.

### Antike
In der Antike wurde anfangs das Personal so bezeichnet, das im Palast des Kaisers lebt, später vor allem dessen treueste Gefolgsleute, im Gegensatz zu vom Palast unabhängigen Adligen. In der Antike war der „Palatinus“ eine einflussreiche Person, da der Kaiser seine Palastangehörigen mit hohen Würden (Aufgaben, Verantwortung, Vollmachten) ausstattete. Aufgrund der sakralen Persönlichkeit eines Kaisers (zum Kaiser als pontifex maximus siehe hier) wurde schon zu dieser Zeit eine sakrale Dimension auf die Paladine übertragen.

### Mittelalter
Seine größte Bedeutung erlangte der Paladin im Mittelalter. Sieben Kurfürsten wurden bestimmt, den König zu wählen, zu küren, und lange Zeit regierte dieser durch das Reisekönigtum, der Hofstaat blieb nicht an einer Hauptstadt, sondern zog von einer Königspfalz zur nächsten. Die Paladine dieser Zeit werden geschichtswissenschaftlich anders genannt: Aus palatinus wurde die Pfalz, und damit waren die palatini Pfalzgrafen, und der Ort an dem sie wohnten, wurde ebenfalls Pfalz genannt, genau wie das dazugehörige Land. Die Königspfalz war einer der Stützpunkte des römisch-deutschen Königs im Reich. Der Pfalzgraf (comes palatinus) war der Verwalter der Pfalz und in dessen Abwesenheit Vermittler zwischen Reich und Kaiser. Der Name und die Geschichte der Kurpfalz spiegeln die wechselvolle Geschichte dieser Beziehung wider, denn der dort wohnende Pfalzgraf war gleichzeitig außerdem seit 1214, endgültig seit 1356, einer der sieben Kurfürsten und, neben dem sächsischen Kurfürsten, einer von zwei Stellvertretern des Kaisers in dessen Abwesenheit. (Reichsvikar)

### Neuzeit

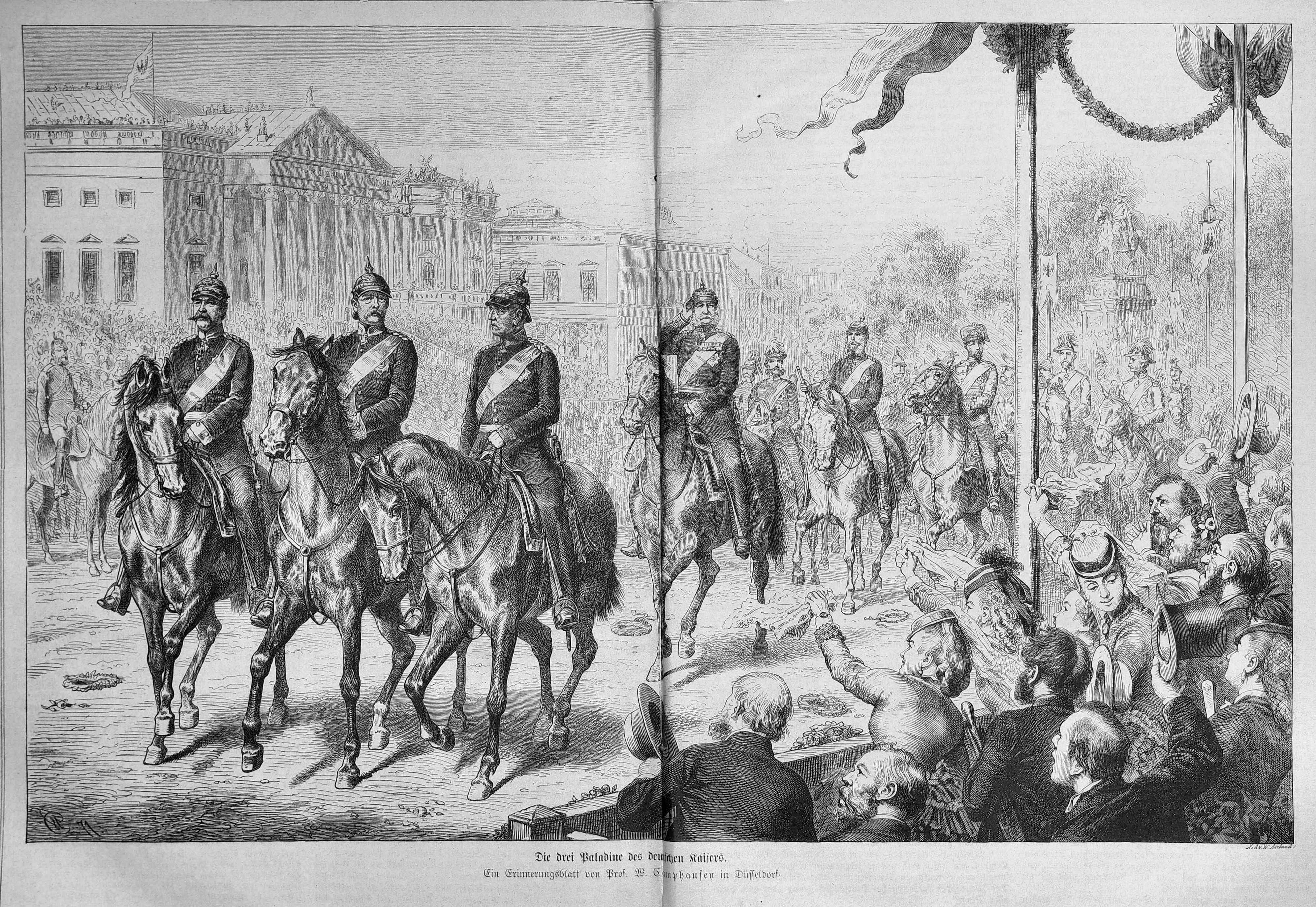
Die drei Paladine des deutschen Kaisers, Zeichnung von Wilhelm Camphausen, 1871 in der Zeitschrift Die Gartenlaube: Albrecht von Roon, Otto von Bismarck und Helmuth Karl Bernhard von Moltke

Als „Paladin“ wurden auch in der Neuzeit von Monarchen Personen ausgezeichnet, besonders in Großbritannien und dem Deutschen Reich Bismarcks. Auch Hitler nannte seinen „zweiten Mann im Staat“, Hermann Göring, „Paladin“.

## Dichtung
Als „Paladin“ werden in der Dichtung später auch die zwölf ritterlichen Gefolgsleute Karls des Großen in der mittelalterlichen französischen Epik (chanson de geste) ab dem 11. Jahrhundert bezeichnet.
Diese fiktiven Charaktere sind frei an historische fränkische Gefolgsleute des 8. Jahrhunderts angelehnt sowie durch historische Ereignisse wie die Konfrontation des Frankenreichs mit den Umayyaden in der Marca Hispanica sowie der Schlacht am Pass von Roncesvaux beeinflusst.

### Die Paladine in der mittelalterlichen Literatur

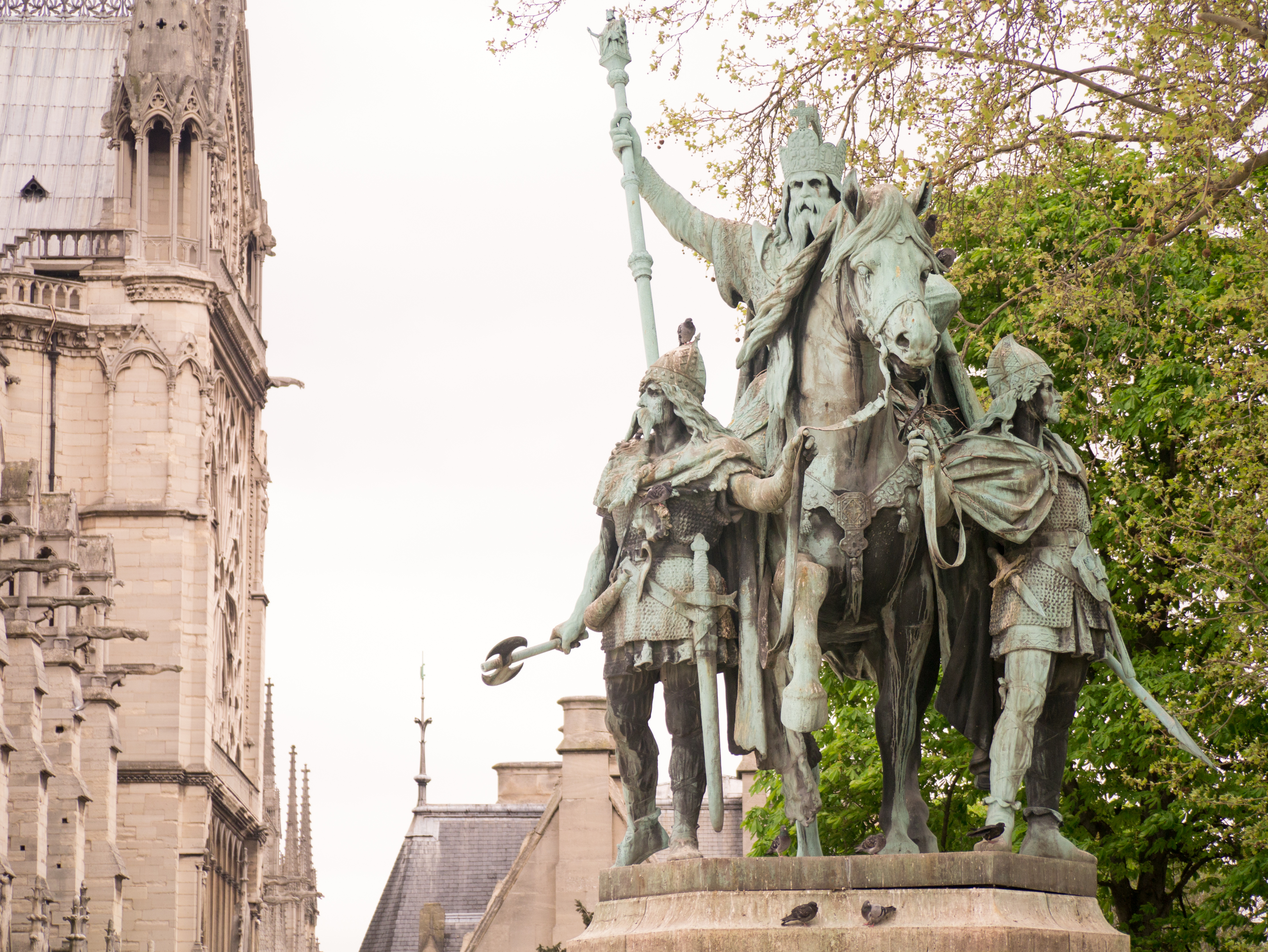
Kaiser Karl der Große mit seinen beiden Paladinen Roland und Oliver, Plastik von Charles Rochet und Louis Rochet (1878) vor der Kathedrale Notre-Dame de Paris

Die zwölf Paladine werden in verschiedenen Romanen unterschiedlich benannt, oft erscheinen auch mehr als zwölf. Allen Geschichten gemeinsam sind jedoch die Paladine Roland und Oliver.
In der mittelalterlichen Literatur standen die Geschichten um die Paladine Karls des Großen in der Popularität den Sagen um König Artus und die Ritter der Tafelrunde in nichts nach. In der Literatur der Renaissance trugen insbesondere Ludovico Ariosto und Torquato Tasso zur Verbreitung des Stoffes bei.
Den zwölf Paladinen Karls des Großen werden im Rolandslied folgende Namen gegeben:
- Roland, Neffe Karls des Großen und Hauptheld der Geschichten
- Oliver, Rolands Freund und stärkster Verbündeter
- ferner Gérin, Gérier, Bérengier, Otton, Samson, Engelier, Ivon, Ivoire, Anséis, Girard

Die Geschichte wurde später auch durch die italienischen Romane von Ludovico Ariosto und Torquato Tasso benutzt, die den italienischen Ausdruck paladino verwendeten und die Namen leicht abwandelten. Die von den Italienern festgelegten Varianten der Gestalten und der Ausdruck paladino wurden später in der hispanischen Barockdichtung, insbesondere 1624 im großen Epos El Bernardo des Mexikaners Bernardo de Balbuena weiter verwendet.

### Paladin als Synonym
Im übertragenen Sinne wird der Begriff verwendet, um einen kühnen, unerschütterlich gläubigen Ritter und tapferen Helden zu bezeichnen, der es sich zur Aufgabe gemacht hat, gegen das Böse zu streiten.
Basierend auf Textstellen des Rolandslieds ist Paladin als Synonym für „der beste Freund“ in den meisten westlichen Sprachen geläufig. So betitelt im Rolandslied Karl der Große Roland mit den Worten: „… mein Paladin, mein bester Freund“, als er die Nachricht vom Tod Rolands erhält.
Der Begriff wird, auch spöttisch, verwendet, um einen treuen Gefolgsmann oder Anhänger einer Person zu bezeichnen.

### Rezeption in moderner Fantasy-Literatur und Rollenspielen
In Fantasy-Rollenspielen sind Paladine heilige Ritter der Kirche oder gesandt von einer Gottheit oder einem Gott, um in deren Sinne und im Namen der Ehre zu handeln. Ein strahlendes Äußeres und heroische Posen prägen ihr Bild. Oft werden sie mit Hieb- und Stichwaffen und in prunkvollen Rüstungen dargestellt, welche ggf. von einer Aura umgeben sind. Oftmals besitzen sie zudem engelsgleiche Flügel auf dem Rücken. Sie agieren auch mit unterstützenden Zaubern, insbesondere Heilzaubern, und Formen von Magie, die gegen das jeweilige Böse gerichtet sind. In diesen Übertragungen in die Fantasie finden sich sozusagen die weitreichenden Rechte aus der Geschichte wieder.